# Apion croceifemoratum
Espèce
Apion croceifemoratum est une espèce d'insectes coléoptères curculionoïdes appartenant à la famille des Apionidae (ou des Brentidae selon les classifications).
Cette dénomination binominale ne figure pas dans la base de données de Fauna Europaea, mais bien le synonyme Oryxolaemus croceifemoratus (Gyllenhal, 1839).

## Auxiliaire de lutte biologique
Ce coléoptère est signalé comme parasitant l'anagyre fétide. Le parasitoïde Pnigalio mediterraneus vient parasiter les larves d'Apion. Ce parasitoïde est aussi un parasite de Bactrocera oleae.